# A szerelem rabjai
A szerelem rabjai (eredeti cím: Amor en custodia) 2005-ös argentin telenovella, amit Enrique Estevanez és Marcela Citterio alkotott. Főszereplői Osvaldo Laport és Soledad Silveyra. A főbb szerepekben Sebastián Estevanez, Claudia Fontán, Carolina Papaleo és Melina Petriella láthatók. Egyéb szereplők még: Hector Calori, Pepe Monje, Paula Siero, Gimena Accardi, Verónica Vieyra, Maria Socas és a főszereplő Pepe Novoa. Különleges szerepekben láthatóak még Mirta Wons, valamint Luisina Brando, Raúl Taibo, Salo Pasik, Galán Mónica és Irma Roy. 
Argentínában a Telefe mutatta be 2005. március 1-e és 2005. december 29-e között. Magyarországon a Story TV tűzte műsorára 2008. január 28-a és 2008. november 14-e között. 

## Cselekmény
A történet Paz Achaval Urien (Soledad Silveyra), egy sikeres, befolyásos és gazdag üzletasszony, a mezőgazdasági üzem tulajdonosa, ahol dolgozik, és Juan Manuel Aguirre (Osvaldo Laport), egy alázatos, strukturálatlan vidéki ember, a brazil harcművészetek gyakorlója és szenvedélyesen szereti az ország kultúráját, szerelmi történetét meséli el.
Juan Manuel Aguirre felesége Gabriela (Claudia Fontán), akitől egy lánya, Tatiana (Gimena Accardi) van. Gabriela egy bátor nő, aki nem adja fel könnyen. Paz feleségül vett egy férfit, akit tisztel, de nem szeret, Alejandro Bazterrica (Héctor Calori), két lánya, Bárbara (Melina Petriella) és Milagros (Sabrina Garciarena) apja. Paz Achaval Urien elkötelezte magát a patriarchális apja, Santiago (Pepe Novoa) által előre lefektetett előírások szerinti élet mellett.
Egy bonyolult helyzetben Juan Manuel megmenti Paz életét. Paz, meglepődve megmentője fürgeségén és fizikai állapotán, azt javasolja neki, hogy hagyja el a vidéket, és legyen a testőre, amit Juan Manuel nem volt hajlandó megtenni, ezért elutasította az ajánlatot.
A sors azonban újra összehozza őket, és attól a pillanattól kezdve az életük soha többé nem lesz ugyanolyan. A hűség, amit Juan Manuel Paz, a védelmezője iránt érez, és a csodálat, amit a nő érez védelmezője iránt, tiltott szerelemmé változik. Számukra lehetetlen lesz közel lenni egymáshoz anélkül, hogy bekapcsolódnának, közel lenni egymáshoz érintés nélkül, és összefonódni anélkül, hogy beleszeretnének egymásba.

## Szereposztás
| Szerepnév                         | Színész(nő)            | Magyar Hang                   |
| --------------------------------- | ---------------------- | ----------------------------- |
| Juan Manuel Aguirre               | Osvaldo Laport         | Sörös Sándor                  |
| Paz Achaval Urien Mónica Martínez | Soledad Silveyra       | Menszátor Magdolna            |
| Bárbara Bazterrica                | Melina Petriella       | Mezei Kitty                   |
| Nicolás Pacheco                   | Sebastián Estevánez    | Bozsó Péter                   |
| Tatiana Aguirre                   | Gimena Accardi         | Nemes Takách Kata             |
| Santiago Achaval Urien            | Pepe Novoa             | Makay Sándor                  |
| Mercedes Achaval Urien            | Irma Roy               | Szabó Éva                     |
| Victoria Achaval Urien            | Carolina Papaleo       | Németh Kriszta                |
| Alejandro Bazterrica              | Héctor Calori          | Rosta Sándor                  |
| Milagros «Mili» Bazterrica        | Sabrina Garciarena     | Haffner Anikó                 |
| Rosario Bazterrica                | Magalí Moro            | Huszárik Kata                 |
| Walter Pacheco                    | Salo Pasik             | Koroknay Géza                 |
| Laura Pacheco                     | Luciana González Costa | Zsigmond Tamara               |
| Alicia Almanzi                    | Luisina Brando         | Zsurzs Kati                   |
| Gabriela Almanzi                  | Claudia Fontán         | Götz Anna                     |
| Ernesto «Tango» Salinas           | Pepe Monje             | Varga Gábor                   |
| Elma Salinas                      | Cristina Fridman       | Rátonyi Hajni                 |
| Guillermo «Guillo» Alcorta        | Lucas Crespi           | Seszták Szabolcs              |
| Inés Vázquez                      | Mónica Galán           | Molnár Zsuzsa                 |
| Rubí Rosales                      | Florencia Ortiz        | Pap Katalin                   |
| Gino Giulianni                    | Santiago Ríos          | Kajtár Róbert                 |
| Carolina Costas                   | Paula Siero            | Kéri Kitty                    |
| Milagros Ledezma                  | María Socas            | Urbán Andrea                  |
| Carlos González Francesco Fosco   | Raúl Taibo             | Sztarenki Pál                 |
| Katia Kramer                      | Betty Villar           | Szórádi Erika                 |
| Nora Vilcapugio                   | Mirta Wons             | Kocsis Mariann                |
| Conrado Cáseres                   | Fabián Pizzorno        | Rubold Ödön                   |
| Enrique Pasculi                   | Guillermo Marcos       | Forgács Gábor                 |
| Ángeles                           | Eleonora Wexler        | Solecki Janka                 |
| Nequi                             | Judith Gabbani         | Orosz Helga                   |
| Noelia                            | Verónica Vieyra        | Incze Ildikó                  |
| Isabella                          | Mónica Ayos            | Ősi Ildikó                    |
| Francisco «Panchito» Valle        | Franco Infantino       | Penke Bence                   |
| Teté Alcorta                      | Stella Maris Closas    | Andresz Kati                  |
| Emilia Bazterrica                 | María Concepción César | Bókai Mária                   |
| Priscila                          | Cecilia Piñeiro        | Sánta Annamária               |
| Germán                            | Adrian Rubio           | Pálmai Szabolcs               |
| Ursula                            | Carla Barzotti         | Kiss Erika                    |
| Tommy                             | Ezequiel Stremiz       | Markovics Tamás               |
| Julián Valle/Mariano              | Luciano Cáceres        | Seder Gábor                   |
| Perla                             | Silvina Luna           | F. Nagy Eszter / Nyírő Eszter |
| Roberto                           | Armando de Pascual     | Várday Zoltán                 |
| Oso                               | Claudio Santorelli     | Juhász György                 |
| Lalo                              |                        | Galbenisz Tomasz              |
| Sandra Cáseres                    | Natalia Lobo           | Pikali Gerda                  |
| Tatiana a virágáruslány           |                        | Kántor Kitty                  |
| Dr. Luca Rossi                    |                        | Maday Gábor                   |
| Imanol                            |                        | Barát Attila                  |
| Nestor                            |                        | Koncz István                  |
| Mauricio Alcorta                  | Eduardo Nutkiewitz     |                               |
| Bethania                          | Angela Correa          |                               |
| Milagros Ledesma                  | María Socas            |                               |
| Melisa                            | Silvia Luna            |                               |
| Wanderley                         | Carlos Mena            |                               |
| Marciano                          | Néstor Galarraga       |                               |
| Ramiro Martínez                   | Rocco De Grazia        |                               |
| Ernestina                         | Beatriz Thibaduin      |                               |
|                                   | Martín Coria           |                               |
| Francesco Fosco anyja             | Ana María Casó         |                               |
| Juan és Paz babája                | Delfina Silva          |                               |
| Eugenio                           | Claudio Rissi          |                               |
| Rosana                            | Marcela Ferradás       |                               |
| Don Ignacio                       | Oscar Nuñez            |                               |
| Rosa                              | Cristina Allende       |                               |
| Luis                              | Joaquín Bouzas         |                               |
| Leonardo                          | Alejandro Gancé        |                               |
| Charly                            | Jorge Varas            |                               |
| Lucas                             | Mauricio Dayub         |                               |
|                                   | Osvaldo Guidi          |                               |
|                                   | Leonardo Montero       |                               |
|                                   | Paula Trapani          |                               |
|                                   | Raúl Lavié             |                               |
|                                   | Juan Darthés           |                               |

## Verziók
- A 2005-2006 között készült mexikói Amor en custodia, Daniel Jorge Aguirre rendezésében. Főszereplők: Margarita Gralia és Sergio Basáñez.
- A 2009-2010 között készült kolumbiai Amor en custodia, Juan Carlos Vásquez és Olga Lucía Rodríguez rendezésében. Főszereplők: Alejandra Borrero és Ernesto Calzadilla.

## Szinkronstáb
- Magyar szöveg: Boros Karina
- Hangmérnök és vágó: Schriffert László
- Gyártásvezető: Gémesi Krisztina
- Szinkronrendező: Götz Anna
- Szinkronstúdió: Hang-Kép Szinkroncsoport
- Megrendelő: RTL Klub